# Znaménkový bit
Znaménkový bit je v informatice označení pro ten bit v reprezentaci čísla, který udává znaménko reprezentovaného čísla, tedy zda se jedná o kladné nebo záporné číslo. Používá se jen u znaménkových datových typů a obvykle se jedná o bit, který stojí nejvíce vlevo. Tedy o bit, který je u neznaménkových čísel tím nejvýznamnějším – tak je tomu například u uložení čísel dle standardu IEEE 754, u dvojkového doplňku i jedničkového doplňku.
Obvykle je chápání znaménkového bitu takové, že jeho nastavení na jedna odpovídá zápornému číslu (tak je to například v případě dvojkového doplňku) nebo číslu nekladnému (tak je to například u jedničkového doplňku nebo u čísel s pohyblivou řádovou čárkou).
Na úrovni instrukcí procesoru je běžná podpora pro podmíněné skoky na základě znaménkového bitu. Na jeho hodnotu je podle výsledku provedené operace nastavován příznak znaménka a na základě jeho hodnoty je proveden, nebo neproveden skok.